# Bénabar

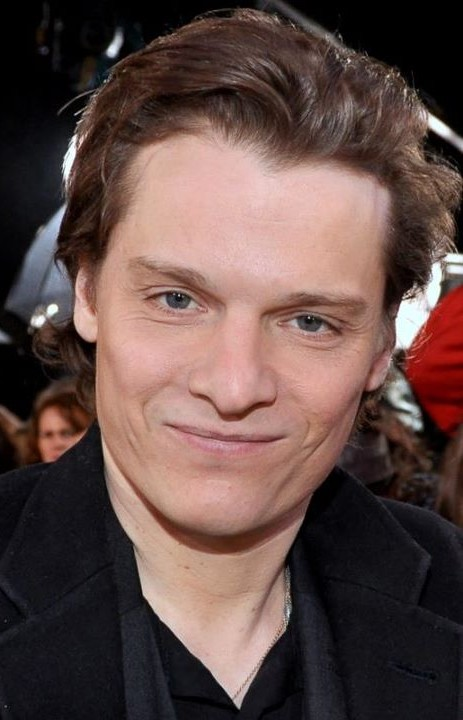
Bénabar (2012)

Bénabar (* 16. Juni 1969 in Thiais; eigentlich Bruno Nicolini) ist ein französischer Chansonnier. Sein Künstlername ist eine durch Silbenverdrehung (Verlan) gebildete Form des Spitznamens „Barnabé“, den er von seinem Freund und ehemaligen Bühnengefährten Patchol im Rahmen gemeinsamer Auftritte erhalten hatte. 

## Leben
Bénabar wuchs als Sohn einer Bibliothekarin und eines Regisseurs in einem Pariser Vorort auf. Nach dem Baccalauréat und einem Aufenthalt in den Vereinigten Staaten machte er eine Ausbildung zum Fotografen und absolvierte ein Praktikum als Regieassistent, währenddessen er seinen ersten Kurzfilm drehte.
Bis Anfang der Neunzigerjahre arbeitete Bénabar als Kurzfilmmacher. Für José Jeanette (1992) erhielt er mehrere Preise, unter anderem den „Prix Spécial du Jury“ in Montreal. Außerdem war er Autor für die von Canal+ produzierten Comedyserien H und La Famille Guérin.
Im Alter von 25 Jahren wandte sich Bénabar der Musik zu und schrieb, komponierte und interpretierte seine ersten Chansons. Zusammen mit seinen „associés“ veröffentlichte er 1997 sein erstes Album, La P'tite Monnaie, welches jedoch nur von einem engen Kreis von Musikkennern wahrgenommen wurde.

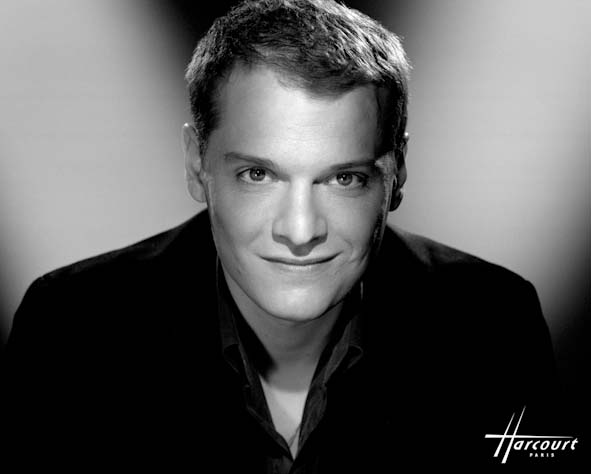
Bénabar

Erst vier Jahre später wurden einige Titel seines zweiten Albums Bénabar im Radio (insbesondere auf dem Sender France Inter) ausgestrahlt und Bénabar erhielt die Gelegenheit, im Vorprogramm des Sängers Henri Salvador aufzutreten. Es folgten eine Tournee und zwei weitere Studioalben, die auf ein größeres Publikum stießen.
Bei den Victoires de la Musique 2004 erhielt Bénabar für sein drittes Album Les Risques du Métier die Auszeichnung für das beste französischsprachige Album. Am 10. März 2007, im Rahmen der 22. Auflage der Fernsehgala Victoires de la Musique, erhielt Bénabar die Auszeichnung „Bester männlicher Sänger des Jahres“, ebenso den Preis in der Kategorie „Chanson originale de l’année“ für seinen Titel Le Dîner.
Der Veröffentlichung seines vierten Albums Reprise des Négociations im Oktober 2005 folgte eine Tournee in Frankreich, der Schweiz und Belgien. Das Album wurde in Frankreich mit Dreifach-Platin und anschließend mit Diamant ausgezeichnet. Sein fünftes Album Infréquentable erschien am 13. Oktober 2008, L’Effet papillon und À la campagne wurden als Singles ausgekoppelt. Im Februar 2009 ging Bénabar erneut auf Tournee.
Bénabars Texte beschreiben (häufig auf humoristische oder zynische Weise) den Alltag, die Gesellschaft und bestimmte Lebensabschnitte. So ist der Übergang vom unbekümmerten Leben eines Jugendlichen hin zu einem Erwachsenen ein häufig wiederkehrendes Thema seiner Chansons (Y’a une fille qu’habite chez moi, Monospace). Auf musikalischer Ebene sind seine Chansons oftmals eher sparsam bis minimalistisch arrangiert. Die dominierenden Instrumente sind Akkordeon, Klavier und Blechbläser, gelegentlich werden Einflüsse des Jazz hörbar.
Im Mai 2004 wurde Bénabar Vater eines Sohnes. 2007 unterstützte er Ségolène Royal im Präsidentschaftswahlkampf.
Im August erschien sein neues Album Inspiré de faits réels. Vorab wurde im März die Single Paris by Night ausgekoppelt. Als weitere Singles wurden Le regard, La grande vie und La Forêt veröffentlicht. Vom Februar bis April 2015 ging er auf große Tournee durch Frankreich und Belgien.
2018 veröffentlichte Bènabar das Album Le début de la suite. Aus dieser CD wurden die Singles Feu de joie, La petite vendeuse, Le jeune vigile und das Titelstück Le début de la suite veröffentlicht.
Im Januar 2021 erschien die CD "Indocile Heureux" und nur wenige Monate später veröffentlichte Bénabar im November 2021 sein 10. Studioalbum mit dem Titel On lâche pas l’affaire mit dem Titelstück als erste Singleauskopplung.

## Diskografie

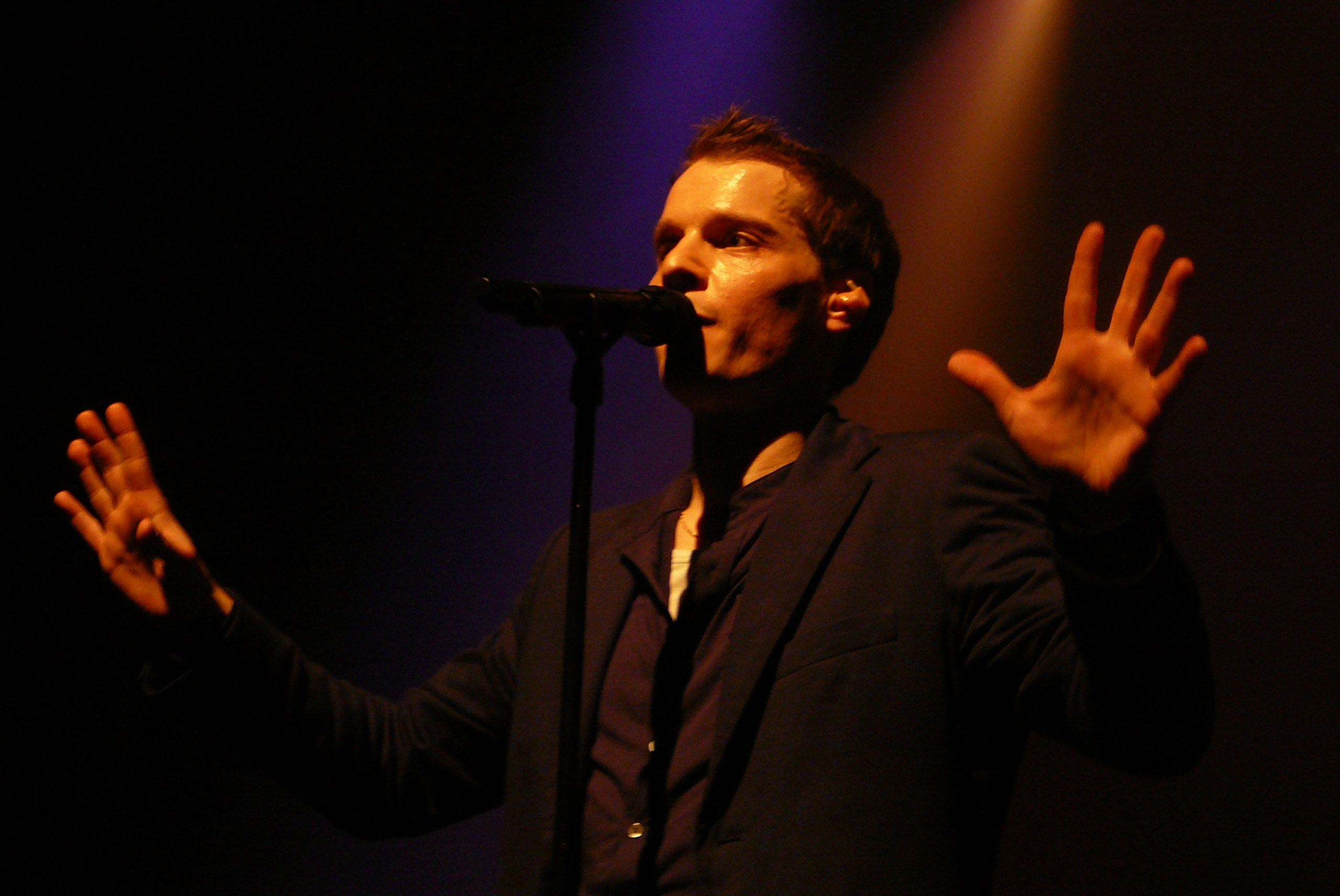
Konzert in Brüssel, Februar 2009

### Alben
| Jahr | Titel                                | Höchstplatzierung, Gesamtwochen, AuszeichnungChartplatzierungen (Jahr, Titel, Platzierungen, Wochen, Auszeichnungen, Anmerkungen) | Höchstplatzierung, Gesamtwochen, AuszeichnungChartplatzierungen (Jahr, Titel, Platzierungen, Wochen, Auszeichnungen, Anmerkungen) | Höchstplatzierung, Gesamtwochen, AuszeichnungChartplatzierungen (Jahr, Titel, Platzierungen, Wochen, Auszeichnungen, Anmerkungen) | Anmerkungen                                                 |
| Jahr | Titel                                | FR | BEW | CH | Anmerkungen                                                 |
| ---- | ------------------------------------ | --- | --- | --- | ----------------------------------------------------------- |
| 1997 | La p’tite monnaie                    | FR194 (2 Wo.)FR | — | — | Erstveröffentlichung: 15. September 1997 Benabar & Associés |
| 2001 | Bénabar                              | FR20 Gold · (78 Wo.)FR | — | — | Erstveröffentlichung: 2. September 2001                     |
| 2003 | Les risques du métier                | FR6 (87 Wo.)FR | BEW31 (17 Wo.)BEW | CH40 (10 Wo.)CH | Erstveröffentlichung: 19. Mai 2003                          |
| 2004 | Live au Grand Rex                    | FR10 (44 Wo.)FR | BEW28 (19 Wo.)BEW | CH41 (5 Wo.)CH | Erstveröffentlichung: 19. Oktober 2004                      |
| 2005 | Reprise des négociations             | FR1 Diamant · (99 Wo.)FR | BEW5 Gold · (101 Wo.)BEW | CH25 Gold · (55 Wo.)CH | Erstveröffentlichung: 24. Oktober 2005                      |
| 2007 | Best of                              | FR93 Gold · (3 Wo.)FR | BEW5 (33 Wo.)BEW | CH53 (10 Wo.)CH | Erstveröffentlichung: 22. Oktober 2007                      |
| 2008 | Infréquentable                       | FR1 Platin · (96 Wo.)FR | BEW1 Gold · (56 Wo.)BEW | CH6 Gold · (17 Wo.)CH | Erstveröffentlichung: 13. Oktober 2008                      |
| 2011 | Les bénéfices du doute               | FR4 ×2Doppelplatin · (62 Wo.)FR                                                                                                   | BEW5 Gold · (48 Wo.)BEW | CH23 (11 Wo.)CH | Erstveröffentlichung: 5. Dezember 2011                      |
| 2012 | Bien l’bonsoir m’sieurs-dames (Live) | FR26 (14 Wo.)FR | BEW22 (22 Wo.)BEW | — | Erstveröffentlichung: 17. September 2012                    |
| 2014 | Inspiré de faits réels               | FR2 Gold · (29 Wo.)FR | BEW2 (37 Wo.)BEW | CH9 (9 Wo.)CH | Erstveröffentlichung: 25. August 2014                       |
| 2018 | Le début de la suite                 | FR3 Gold · (13 Wo.)FR | BEW4 (16 Wo.)BEW | CH9 (10 Wo.)CH | Erstveröffentlichung: 30. März 2018                         |
| 2021 | Indocile heureux                     | FR1 (12 Wo.)FR | BEW6 (15 Wo.)BEW | CH12 (8 Wo.)CH | Erstveröffentlichung: 29. Januar 2021                       |
| 2021 | On lâche pas l’affaire               | FR30 (11 Wo.)FR | BEW53 (10 Wo.)BEW | CH37 (2 Wo.)CH | Erstveröffentlichung: 19. November 2021                     |

### Singles
| Jahr | Titel Album                                  | Höchstplatzierung, Gesamtwochen, AuszeichnungChartplatzierungen (Jahr, Titel, Album, Platzierungen, Wochen, Auszeichnungen, Anmerkungen) | Höchstplatzierung, Gesamtwochen, AuszeichnungChartplatzierungen (Jahr, Titel, Album, Platzierungen, Wochen, Auszeichnungen, Anmerkungen) | Höchstplatzierung, Gesamtwochen, AuszeichnungChartplatzierungen (Jahr, Titel, Album, Platzierungen, Wochen, Auszeichnungen, Anmerkungen) | Anmerkungen                                                               |
| Jahr | Titel Album                                  | FR | BEW | CH | Anmerkungen                                                               |
| ---- | -------------------------------------------- | --- | --- | --- | ------------------------------------------------------------------------- |
| 2008 | L’effet papillon Infréquentable              | FR169 (1 Wo.)FR | BEW4 (20 Wo.)BEW | CH65 (1 Wo.)CH | Erstveröffentlichung: 10. Oktober 2008                                    |
| 2011 | Politiquement correct Les bénéfices du doute | FR75 (5 Wo.)FR | BEW28 (12 Wo.)BEW | — | Erstveröffentlichung: 4. Oktober 2011                                     |
| 2013 | Un arc-en-ciel –                             | FR1 (2 Wo.)FR | — | — | Erstveröffentlichung: 2. Dezember 2013 mit Patrick Bruel, Cali und Marina |
| 2014 | Paris By Night Inspiré de faits réels        | FR142 (1 Wo.)FR | — | — | Erstveröffentlichung: 14. April 2014                                      |

Weitere Singles
- 2017: Feu de joie

### Videoalben
- 2004: Live au Grand Rex (dieselben Titel wie auf der gleichnamigen Doppel-CD, mit drei Musik-Videos, einer Reportage über die Kulissen der Tournee und dem Kurzfilm José Jeannette) (FR: Platin)
- 2007: Best of (als Bonus-DVD zur Best-of-CD verkauft, mit Aufzeichnungen der Konzerte in Lyon und Paris Bercy im Jahr 2006)

## Filmografie (Auswahl)
- 1991: Nada Lezard (Regisseur)
- 1992: José Jeanette (Regisseur)
- 1994: Sursum corda (Regisseur)
- 1998–2002: H (Autor)
- 2002: La Famille Guérin (Autor)
- 2009: Incognito (Schauspieler)
- 2010: Nix zu verhaften (Protéger & servir) (TV-Serie, Schauspieler)
- 2019: Beau-parents (Schauspieler)

## Text
- Le Dîner, in Blau, weiß, rot. Frankreich erzählt. Anthologie. Hg. Olga Mannheimer. dtv, München 2017 ISBN 9783423261524 S. 240ff. (in Französisch, aus Reprise des négociations, Jive, 2005).